# کمال‌الدین ادفوی
کمال‌الدین جعفر بن تغلب اَدفُوی (۱۲۸۶ - ۱۳۴۷ ) فقیه، زبان‌شناس، ادیب، کاتب و شاعر مصری بود. 

## آثار
- الطالع السعید الجامع لأسماء نُجباء الصعید
- البدرُ السافر و تُحفة المسافر: در زندگی‌نامه ی افراد سده ها ی پنجم، ششم و هفتم هجری که اغلبشان شاعران‌اند.
- الإمتاع بأحکام السَماع
- فرائد الفوائد ومقاصد القواعد
- المُفتی فی معرفة التصوف والصوفی.